# 魏特角
72°42′S 103°1′W / 72.700°S 103.017°W
魏特角（英語：Cape Waite）是南極洲的海岬，位於埃爾斯沃思地，處於皇帝半島的西北端，是皮考克峽灣入口處的西南部，現時由南極條約體系管理。